# Миња Стевовић Филиповић
Миња Стевовић Филиповић (Београд 26.12.1956) српска је позоришна и филмска глумица и сценариста. Најпознатије улоге играла је у филмовима Тесна кожа, Какав деда такав унук и серији Може и другачије, за коју је писала сценарио.

## Филмографија
Филмска остварења Миње Стевовић Филиповић су:
| Год.   | Назив                      | Улога                 |
| ------ | -------------------------- | --------------------- |
| 1970-е |                            |                       |
| 1978.  | Момци из Црвене дуге       |                       |
| 1980-е |                            |                       |
| 1980.  | Плажа                      |                       |
| 1981.  | Траг                       |                       |
| 1981.  | Лаф у срцу                 |                       |
| 1982.  | Приче преко пуне линије    |                       |
| 1982.  | Тесна кожа                 |                       |
| 1983.  | Какав деда такав унук      |                       |
| 1984.  | Пејзажи у магли            | сликарка              |
| 1984.  | Пази шта радиш (Матуранти) |                       |
| 1986.  | Сиви дом                   | газдина ћерка         |
| 1988.  | Срећни ходочасник          | Трина                 |
| 1988.  | Срце и њена деца           |                       |
| 1989.  | Плави, плави!              |                       |
| 1989.  | Свет                       | Ана - Томина служавка |
| 1989.  | Мистер Долар               |                       |
| 1990-е |                            |                       |
| 1997.  | Наша Енглескиња            |                       |
| 2000-е |                            |                       |
| 2003.  | Неки нови клинци           | директорка            |
| 2010.  | Може и другачије           | мама Јелица           |
| 2017.  | Прва тарифа                | пословна жена         |
| 2018.  | Шифра Деспот               | Ивка                  |
| 2018.  | Јутро ће променити све     | судија                |